# Gondoriz (Terras de Bouro)
Gondoriz is een plaats (freguesia) in de Portugese gemeente Terras de Bouro en telt 335 inwoners (2001).